# Болотов, Андрей Иванович
Андрей Иванович Болотов (1919—1988) — майор Советской Армии ВС Союза ССР, участник Великой Отечественной войны, Герой Советского Союза (1944).

## Биография

Могила Болотова на Кунцевском кладбище Москвы. 2014

Андрей Болотов родился 12 августа 1919 года в селе Колово (ныне — Советский район Алтайского края) в семье крестьянина. Получил неполное среднее образование, работал в колхозе, затем секретарём сельсовета в Колово. В 1938 году был призван на службу в Рабоче-крестьянскую Красную Армию Грязнухинским районным военным комиссариатом, проходил службу красноармейцем, завскладом, курсантом полковой школы, помощником командира взвода. С 1942 года — на фронтах Великой Отечественной войны. Участвовал в боях на Западном, Центральном, Белорусском фронтах. В 1943 году Болотов окончил курсы подготовки начсостава Западного фронта, после чего воевал на Центральном фронте на должностях заместителя командира и командира стрелковой роты. Участвовал в Орловской, Черниговско-Припятской операциях. К октябрю 1943 года старший лейтенант Андрей Болотов командовал ротой 467-го стрелкового полка 81-й стрелковой дивизии 61-й армии Центрального фронта. Отличился во время битвы за Днепр.
1 октября 1943 года, несмотря на огонь противника, Болотов вместе с вверенной ему ротой форсировал Днепр на подручных средствах. Роте удалось создать плацдарм на западном берегу реки, что способствовало успешной переправе всего полка, отразить множество вражеских контратак и освободить село Глушец Лоевского района Гомельской области Белорусской ССР.
Указом Президиума Верховного Совета СССР «О присвоении звания Героя Советского Союза генералам, офицерскому, сержантскому и рядовому составу Красной Армии» от 15 января 1944 года за «образцовое выполнение боевых заданий командования на фронте борьбы с немецкими захватчиками и проявленными при этом отвагу и геройство» старший лейтенант Андрей Болотов был удостоен звания Героя Советского Союза с вручением ордена Ленина и медали «Золотая Звезда» (номер 2748).
Во время боёв в Гомельской области Болотов получил тяжёлое ранение и был отправлен в госпиталь. После выздоровления служил инспектором отдела всеобщего военного обучения Алтайского краевого и Новосибирского областного военных комиссариатов. В 1946 году в звании майора был уволен в запас. Проживал в Москве. В 1949 году Болотов окончил Высшую школу профсоюзного движения, в 1952 году — Высшую дипломатическую школу Министерства иностранных дел СССР, работал в посольстве СССР в Чехословакии.
Был также награждён орденом Отечественной войны 1-й степени и рядом медалей. Почётный гражданин села Колово.

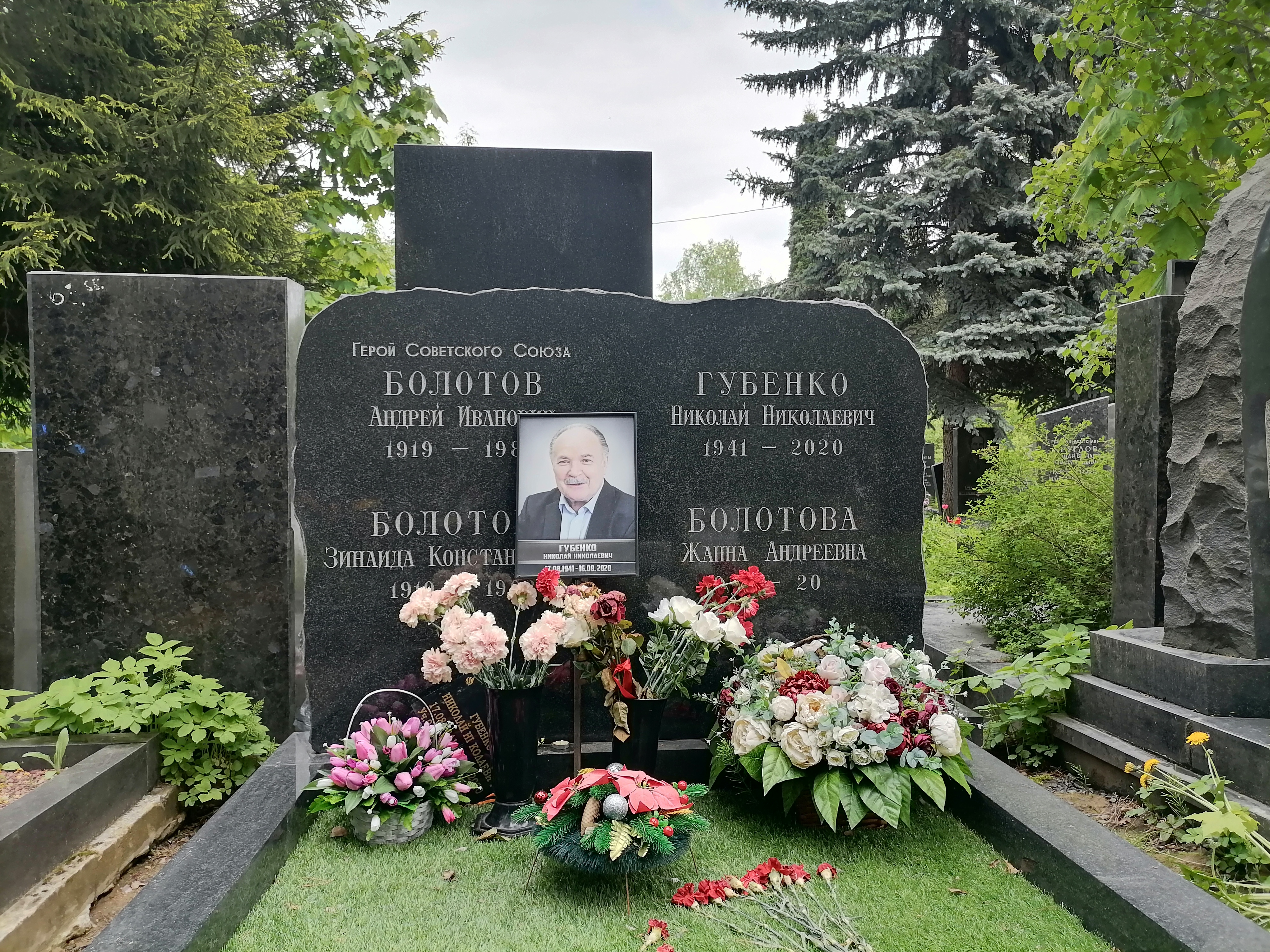
Могила на Кунцевском кладбище. 2022

Умер 4 ноября 1988 года на 70-м году жизни в Москве. Похоронен на Кунцевском кладбище.

### Семья
- Дочь — Жанна Болотова (род. 1941), актриса, народная артистка РСФСР.